# Hurdegaryp vasútállomás
Hurdegaryp vasútállomás Hollandiában, Tytsjerksteradiel városában.

## Vasútvonalak
Az állomást az alábbi vasútvonalak érintik:
- Harlingen–NieuweSchans-vasútvonal

## Kapcsolódó állomások
A vasútállomáshoz az alábbi állomások vannak a legközelebb:
- Leeuwarden Camminghaburen vasútállomás
- Veenwouden vasútállomás